# 황옥 (1885년)
황옥(黃鈺, 1885년/1887년 5월 3일 ~ 1950년 7월/12월 납북)은 일제강점기의 경찰이자 독립운동가일 수도 있다. 서울 출신으로 일본 경찰에서 경부(경감급)라는 중간간부 직위까지 승진하였다.
1920년 경기도에서 근무하다 의열단 단원 김시현과 접선해 의열단에 가입했다.
1923년 김상옥이 일으킨 종로경찰서 투폭사건 이후에 사건 관련자를 색출한다는 구실로 중국으로 출장을 가서 톈진에서 의열단 단장 김원봉과 만났고, 폭탄 36개와 권총 5정을 수령, 김시현, 김재진, 권동산 등과 함께 물건을 단둥, 신의주를 거쳐 경성까지 밀수했다.
의열단은 황옥, 김시현 등이 밀반입시킨 무기류를 통해 조선총독부, 동양척식주식회사, 매일신보 등을 동시에 테러하는 제2차 국내 거사를 준비했지만 김재진이 밀고하여 실패했다. 김재진은 재판 이후 흔적이 증발하는데, 유석현은 1983년 중앙일보에 기고한 회고록에서 김재진은 가명이고 권태일이 본명이라고 주장했다. 이 과정에서 김원봉, 김지섭 등 소수만 탈출했고 황옥, 김시현, 김진기, 조동근, 홍종우, 홍종무, 유석현 등은 1923년 3월 15일에 체포당한다.
황옥은 재판정에서 자신이 일본 경찰의 지시를 받고 의열단에 프락치로 잠입한 것이라고 주장했으나 유죄를 선고받고 1924년 징역 12년형에 처해졌다(황옥 경부 폭탄사건). 1924년 김지섭이 도쿄 어소 투폭사건 때 사용한 폭탄도 황옥이 총독부 물건이라는 소인을 붙여 세관을 통과시킨 것이다. 이후 결핵으로 형집행정지 처분을 받고 1925년 12월 가출옥하였다가 1928년 5월 재수감, 1929년 다시 가출옥한 이후 해방될 때까지 행적은 불분명하다. 일본 제국이 패망한 뒤 반민특위, 조선독립운동사편찬발기인회에서 활동하다가 1950년 한국 전쟁 때 납북되어 이후 생사를 알 수 없다.
경기도 경찰부장 시로가미 유키치는 황옥이 자신의 재가를 받은 작전에 따라 활동한 것이라고 증언했다. 하지만 김원봉과 김시현은 황옥이 의열단원이 맞다고 주장했다. 이렇게 상호 증언이 엇갈리고 있기에 황옥이 의열단원이었는지, 일본 경찰의 프락치였는지, 또는 양자에 모두 발을 걸친 이중간첩이었는지 여부는 아직까지 논쟁의 대상이 되고 있다. 참고로 1983년 서울대학교 도서관 건물에서 추락사한 민주화운동가 황정하가 황옥의 손자이다.

## 같이 보기
- 송강호 - 2016년 영화 밀정[2]
- 이정재 - 2015년 영화 암살[3]